# Andreu Castells i Peig
Andreu Castells i Peig (Sabadell, 29 d'octubre de 1918 - 16 de gener de 1987) fou un pintor, historiador i editor català. En alguns articles utilitzava el pseudònim L'Arrahonès. Fou director de l'Arxiu Històric de Sabadell entre 1979 i 1985.

## Biografia

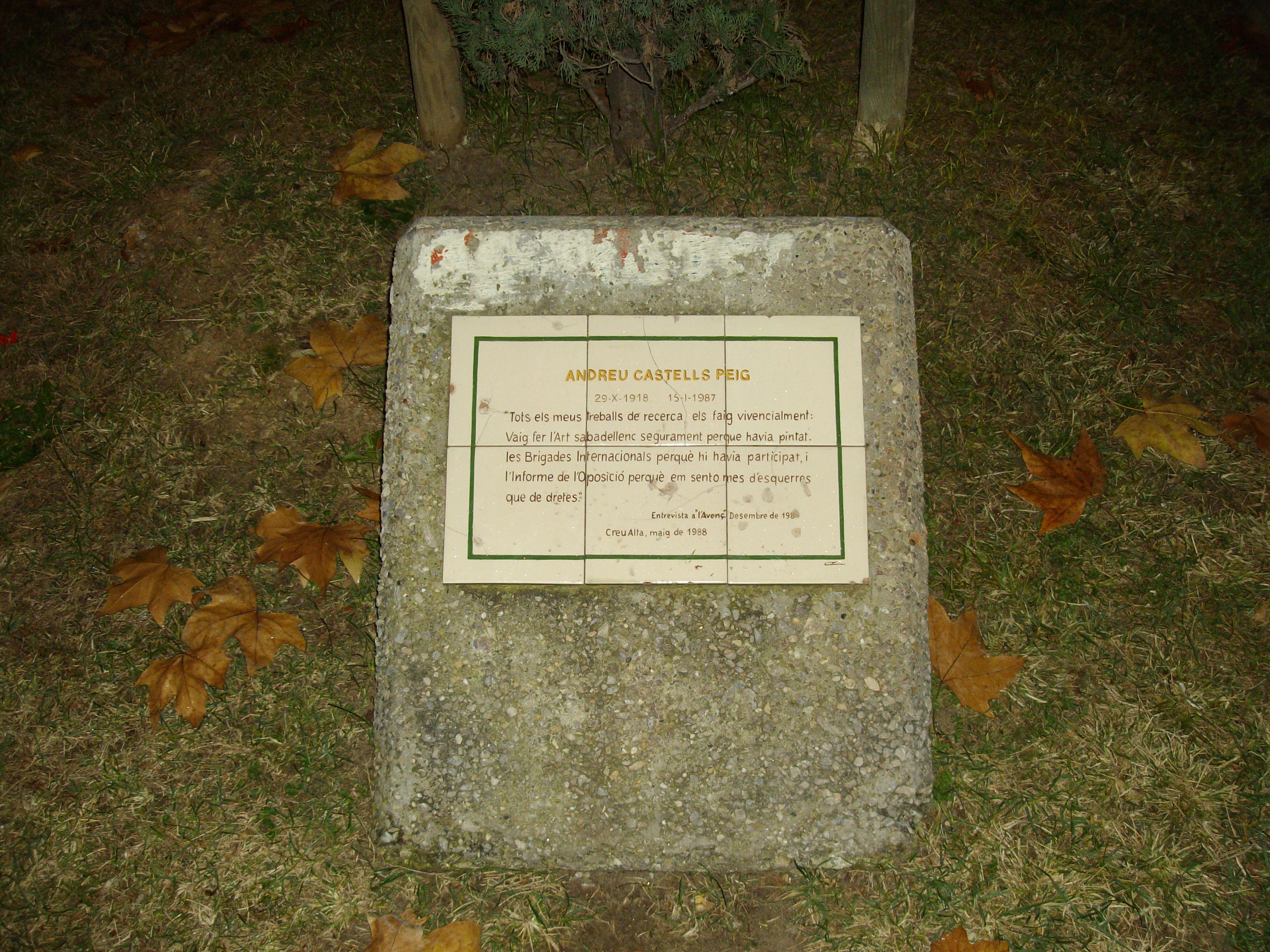
En record d'Andreu Castells, plaça de la Creu Alta de Sabadell

Pintar era una de les seves aficions més destacades i l'any 1933 començà els estudis a l'Escola d'Arts i Oficis de Sabadell. Es donà a conèixer amb un paisatge de la localitat de Granera, aprofitant una exposició per la Festa Major de la ciutat. El Museu d'Art de Sabadell li comprà l'obra.
L'any 1956, juntament amb el seu cunyat David Graells Montull, va crear la revista Riutort que, editada per l'Acadèmia de Belles Arts de Sabadell fins a l'any 1965, és tot un referent dins de les publicacions culturals de l'època.
A partir de 1961, Andreu Castells començà a escriure i a publicar –en fascicles– una història de l'art sabadellenc denominada L'art sabadellenc. Assaig de biografia local, publicada per Edicions Riutort, editorial que havia creat ell mateix a la impremta de la seva propietat.
Fins a l'any 1987, Andreu Castells es dedicà a una gran tasca historiogràfica, recollint dades de la història encara no explicada de l'oposició als diversos règims dretans sabadellencs, al mateix temps que feia recerca sobre l'actuació de les brigades internacionals en la guerra civil (1936-1939).

## Obra pictòrica. Exposicions[4]

### Exposicions individuals
- 1947. Cercle Sabadellès.

### Exposicions col·lectives
- 1942. Acadèmia de Belles Arts de Sabadell.
- 1942. Exposició Nacional de Belles Arts, Barcelona.[5]
- 1943. Acadèmia de Belles Arts de Sabadell.
- 1946. Col·lectiva de socis del Cercle Sabadellès.
- 1948. Acadèmia de Belles Arts de Sabadell.
- 1953. Primer Saló Biennal de Belles Arts. Caixa d'Estalvis de Sabadell.
- 1957. Tercer Saló Biennal de Belles Arts. Caixa d'Estalvis de Sabadell.
- 1958. Acadèmia de Belles Arts de Sabadell.
- 1959. Quart Saló Biennal de Belles Arts. Caixa d'Estalvis de Sabadell.

## Obra històrica
- L'art sabadellenc. Assaig de biografia local

### Sabadell, informe de l'oposició
Publicat per les Edicions Riutort, consta dels següents volums:
- 1. Prolegòmens. Aldarulls del pa, 1788. Revolució de setembre, 1868. Sabadell. 1975.
- 2. República i acció directa. 1868-1904. Sabadell. 1977.
- 3. O tot o res. 1904-1918. Sabadell. 1978.
- 4. Del Terror a la Segona República. 1918-1936. Sabadell. 1980.
- 5. Guerra i revolució. 1936-1939. Sabadell. 1983.
- 6. El franquisme i l'oposició sabadellenca. 1939-1976. Sabadell. 1989. (volum acabat per l'historiador Jordi Calvet Puig).

### Altres obres[6]
- 1972. Fidel Trias, artista.[7] Edicions Riutort. Els Ceballuts,1. Prefaci de Manuel Costa Fernández.
- 1974. Las brigadas internacionales de la guerra de España. Barcelona. Ariel.
- 1975. Llegat Maria Cladellas. Sabadell. Museu d'Art de Sabadell.
- 1976-1980. Quaranta-dos anys de diaris sabadellencs en català (1897-1938). Sabadell. Museu d'Història de Sabadell. Arrahona, números 2, 3, 7, 8 i 9.
- 1977. Informe sobre la nomenclatura urbana de Sabadell. Vers normes per a una possible toponímia autòctona. Gràfic Set

## L'Escola Andreu Castells
Actualment, una escola sabadellenca porta el seu nom, l'Escola Andreu Castells L'any 2008, els alumnes d'aquesta escola van fer una auca de la vida d'Andreu Castells:

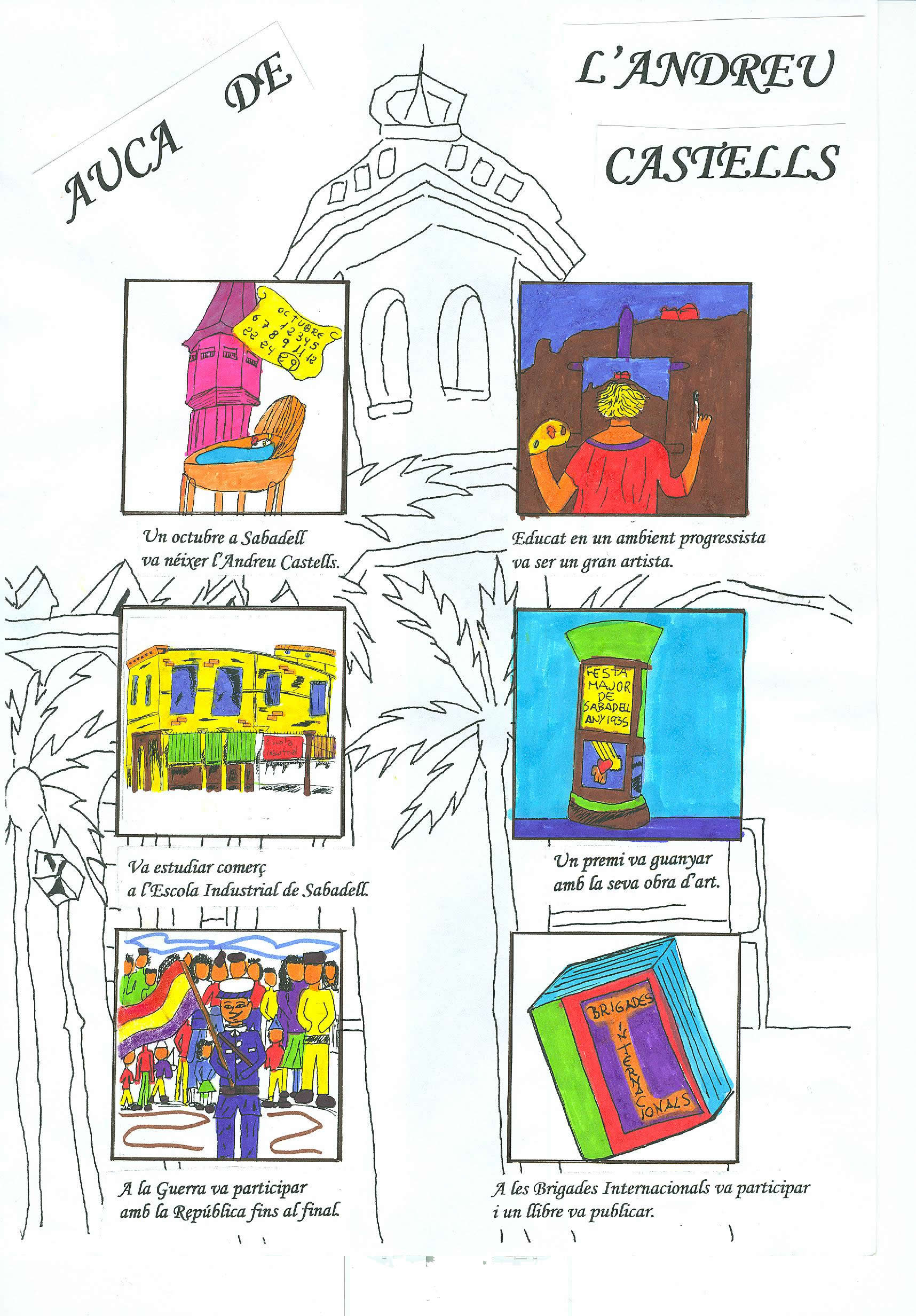
Full 1 de l'auca
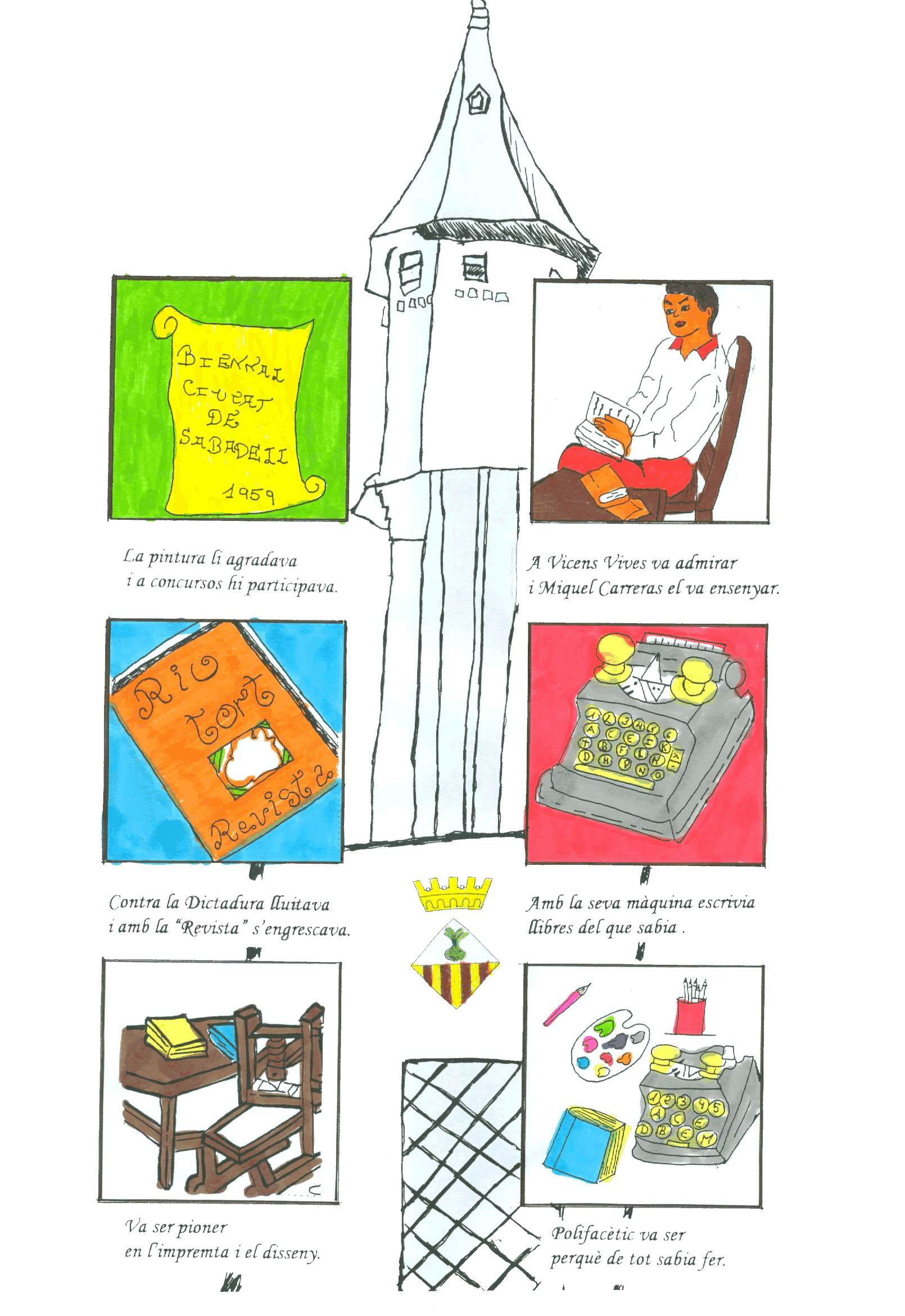
Full 2 de l'auca
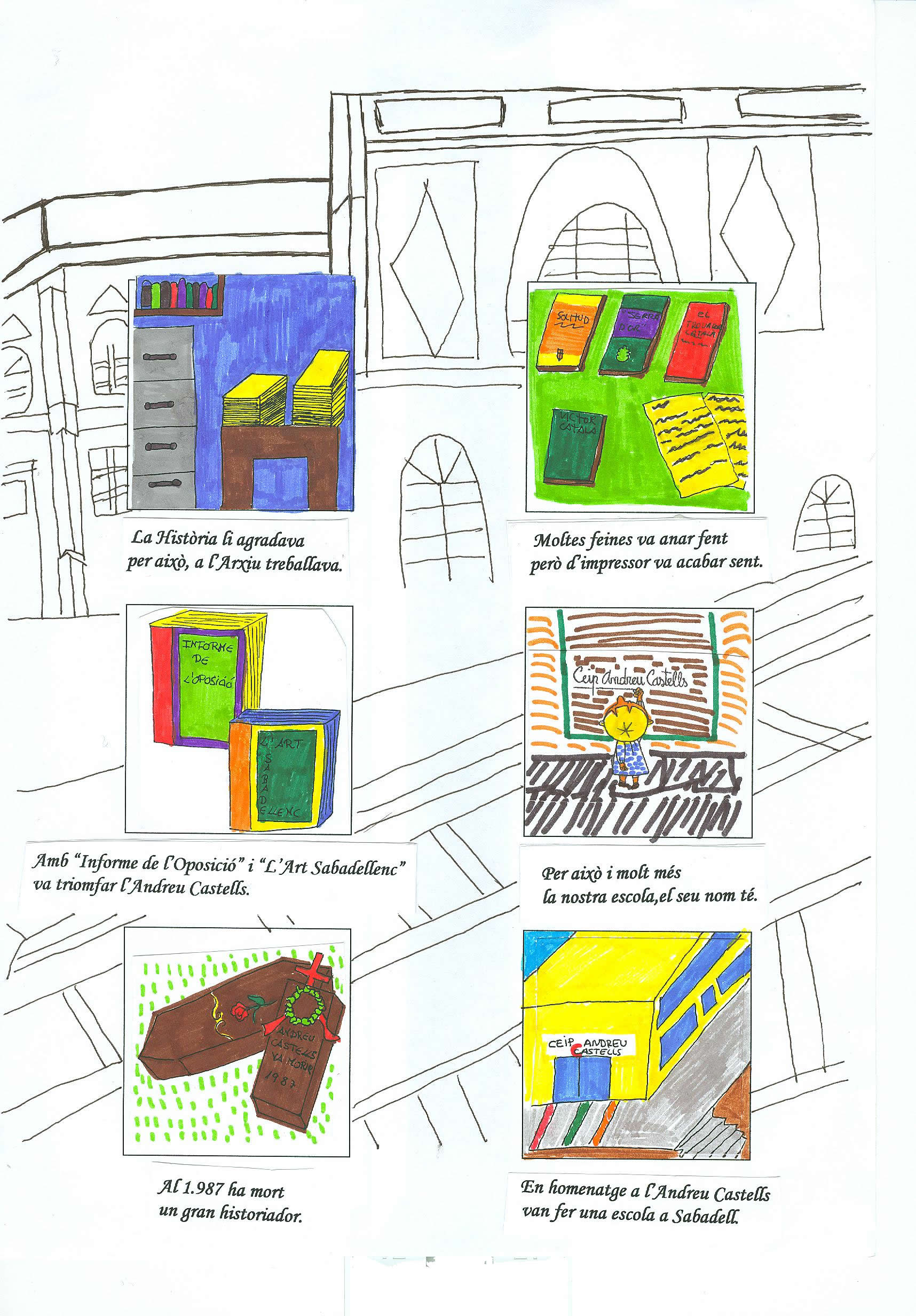
Full 3 de l'auca